# Jessore
Pronunciação
Jessore é uma cidade do Bangladesh situada na divisão de Khulna.
Sua população é de 139.710 habitantes.
Na cidades está localizada a base Matiur Rahman, das Forças Armadas de Bangladesh.